# Takhtajania perrieri
Takhtajania perrieri – gatunek roślin z rodziny winterowatych. Reprezentuje monotypowy rodzaj Takhtajania i jest endemitem Madagaskaru. Znaleziony został w 1909 roku na wysokości 1700 m n.p.m. w rejonie masywu Manongarivo w północnym Madagaskarze, a jego odkrywcą był Joseph Perrier de la Bâthie. Gatunku tego nie udało się potem odnaleźć aż do 1994 roku, kiedy to znaleziono go ponownie w rezerwacie Anjanaharibe-Sud (ok. 50 drzew). Rośnie w wiecznie zielonym lesie wilgotnym. Rodzaj nazwano na cześć botanika Armena Tachtadżjana.

## Morfologia
PokrójAromatyczne drzewo osiągające od 5 do 12 m wysokości, z grubą korą.
LiścieSkrętoległe, pojedyncze, całobrzegie, pierzasto użyłkowane, gęsto przejrzyście punktowane, pozbawione przylistków. Po roztarciu cechują się bardzo mocnym i ostrym zapachem.
KwiatyDrobne, zebrane w szczytowe, długoszypułkowe grona, wiechy. Kwiaty są promieniste, z kubeczkowatym kielichem, zwykle z dwoma, rzadziej trzema ząbkami, podczas kwitnienia mniej lub bardziej odgiętymi. Płatków korony jest ok. 12 i mają one ciemnoczerwony kolor, są nierówne – wewnętrzne są mniejsze i węższe. Pręcików jest 12 w trzech okółkach. Są one wolne, osadzone na grubych nitkach. Zalążnia jest górna, złożona z dwóch zrośniętych owocolistków, w efekcie jednokomorowa. Znamię jest siedzące, żółte, płytko powcinane i podzielone na łatki.
OwoceZmiennej wielkości – od niewielkich do dużych, i konsystencji – od mięsistych do skórzastych, niepękające.